# 科德石

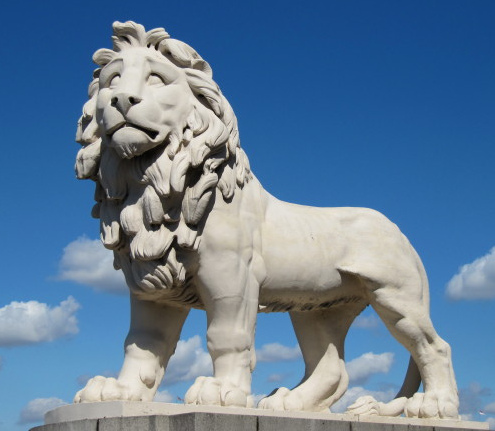
西敏桥上的南岸狮子，作者为威廉·F·伍德灵顿，现为二级保护文物。

科德石（又名 Lithodipyra 或 Lithodipra 古希腊语 λίθος/δίς/πυρά 直译：烧制两次的石头 ) 是一种炻器，在 18 世纪末和 19 世纪初经常被描述为人造石。它被用来塑造新古典主义雕像、建筑装饰和最高品质的花园装饰品，至今仍然不被风雨侵蚀。
乔治三世和摄政王定制了科德石，用以温莎圣乔治教堂、布莱顿皇家穹顶宫、伦敦卡尔顿宫、格林威治皇家海军学院和白金汉宫的整修工程，并在19世纪20年代对其进行了雕刻。  
科德石受到许多重要建筑师的青睐，如：白金汉宫的约翰·纳什、英格兰银行的约翰·索恩爵士、肯伍德宫的罗伯特·亚当和雷德克里夫天文台的詹姆斯·怀亚特。 

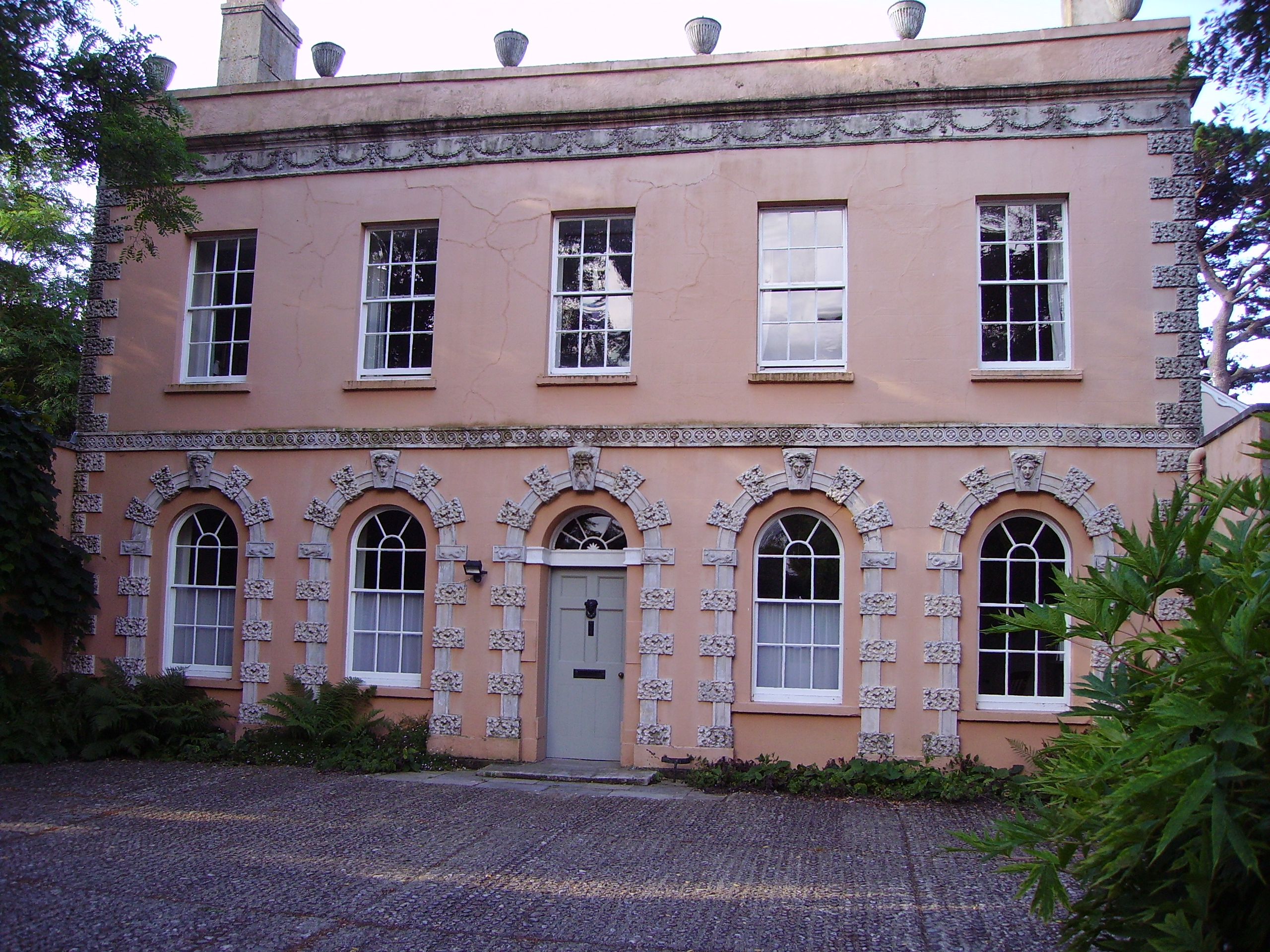
埃莉诺·科德故居，位于多塞特郡的贝蒙特别墅 (Belmont House)，外立面用科德石装饰

该产品（最初称为Lithodipyra ）是由埃莉诺·科德（Eleanor Coade ）于 1770 年左右推出的，她从 1769 年起直到 1821 年去世一直经营着科德人造石制造厂、科德与西利（西利为埃莉诺的表亲）、以及位于伦敦兰贝斯的科德公司直到 1833 年，这款产品仍由她最后一位商业伙伴威廉·克罗根 (William Croggon) 继续生产 

## 历史
1769 年，科德夫人买下了丹尼尔·平科特 (Daniel Pincot) 位于兰贝斯窄墙的 Kings Arms Stairs 的陷入困境的人造石生意，该地点现在属于皇家节日音乐厅。  这项业务发展成为科德的人造石材制造厂，由科德掌管，以至于两年内（1771年），她以平科特“自称是主要所有者”为由解雇了平科特。   
科德并没有发明人造石。在她的产品推出之前的四十年（或六十年） 年里，各种质量较差的 Lithodipyra 陶已经获得专利并投入生产，科德可能改善了粘土配方和烧制工艺。平科特的生意可能是理查德·霍尔特 (Richard Holt) 在附近经营的生意的延续，霍尔特在 1722 年申请了两项专利，一项是液态金属或石头，另一项是不使用粘土制造瓷器的专利，但在 18 世纪初有很多初创的人造石企业，其中只有科德的生意取得了成功。   
该公司经营状况良好，并拥有一批著名的客户，例如乔治三世和英国贵族成员。  1799 年，科德任命她的表亲约翰·西利（她妈妈的姐姐玛丽的儿子）为她的生意合伙人，当时约翰·西利已经是一名模特。 该公司随后以 Coade and Sealy 的名义进行经营，直至 1813 年西利去世，公司才恢复为 Coade 的名称。
1799年，科德在威斯敏斯特桥路萨里尽头的佩德拉斯英亩 (Pedlar's Acre) 开设了一家陈列室，即科德和西利雕塑画廊，以展示她的产品。     

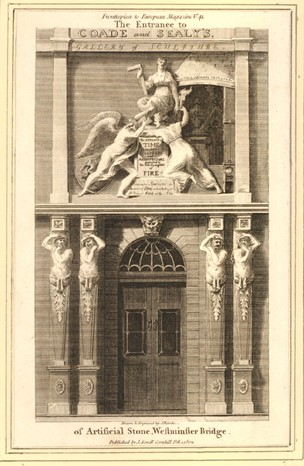
位于西敏桥附近的科德和西利雕塑画廊，1799年。

1813 年，科德聘请了来自康沃尔郡格兰庞德的威廉·克罗根 (William Croggan)，他是一位雕塑家，也是科德的远房姻亲（曾是远房表亲）。他一直管理着这家工厂，直到八年后的 1821 年科德去世 ，随后他以约 4000英镑的价格从遗嘱执行人手中买下了这家工厂。克罗根为白金汉宫供应了大量科德石材，然而他于1833年破产，两年后去世。贸易开始衰落，生产于19世纪40年代初停止。

## 材料
科德石是一种炻器。 Coade 女士为自己的商品起的名字是Lithodipyra ，这个名字源于古希腊语，意为“两次燃烧的石头”（ ）或“两次烧制的石头”。它的颜色从浅灰色到浅黄色（甚至米色）不等，其表面具有哑光效果。
该产品可以轻松塑造成复杂的形状，使其成为大型雕像、雕塑和雕塑立面的理想选择。一次性定制的生产成本很高，因为他们必须承担制作模具的全部成本。只要有可能，模具就会被保留多年以供重复使用。
据称，科德石的配方至今仍由科德有限公司使用。它的制造需要非常仔细的控制和技巧，需要在几天的时间内进行窑烧，这在当时的燃料和技术下很难实现。科德的工厂是唯一一家真正成功的制造商。
配方为：
- 10% 碎陶器
- 5–10% 碎燧石
- 5–10% 细石英
- 10% 碎钠钙玻璃
- 60–70% 球粘土，产自多塞特郡和德文郡

这种混合物也被称为“强化粘土”，在放入1,100 °C（2,000 °F）窑中烧制四天 ——这种生产技术与砖制造非常相似。
根据作品中细节的大小和精细程度，使用不同大小和比例的科德石熟料。在许多作品中，都使用了多种碎料的混合物，将细碎的粘土涂抹在表面以增添细节，然后再使用更重的碎料混合物来增加强度。
科德石最引人注目的特点之一是其很强的抗风化性能，在伦敦恶劣的环境下，这种材料通常比大多数类型的天然石材表现得更好。然而，也存在一些明显的例外，主要是科德的晚期作品，由于窑炉烧制不良，材料没有升至足够的温度，所以表现出较差的抗风化性。

## 衰落
直到 1821 年科德夫人去世后，科德石才被使用自然放热的波特兰水泥作为粘合剂的产品所取代。到19世纪40年代，它似乎已基本被淘汰。
但也不完全如此：有一些有趣的例子表明，直到1887年，它仍在继续用于建筑装饰，在一些由建筑师弗兰克·H·汉弗莱斯 (Frank H. Humphreys) 在英国海上圣伦纳兹的佩文西路建造的宏伟的复兴风格房屋中。

## 使用

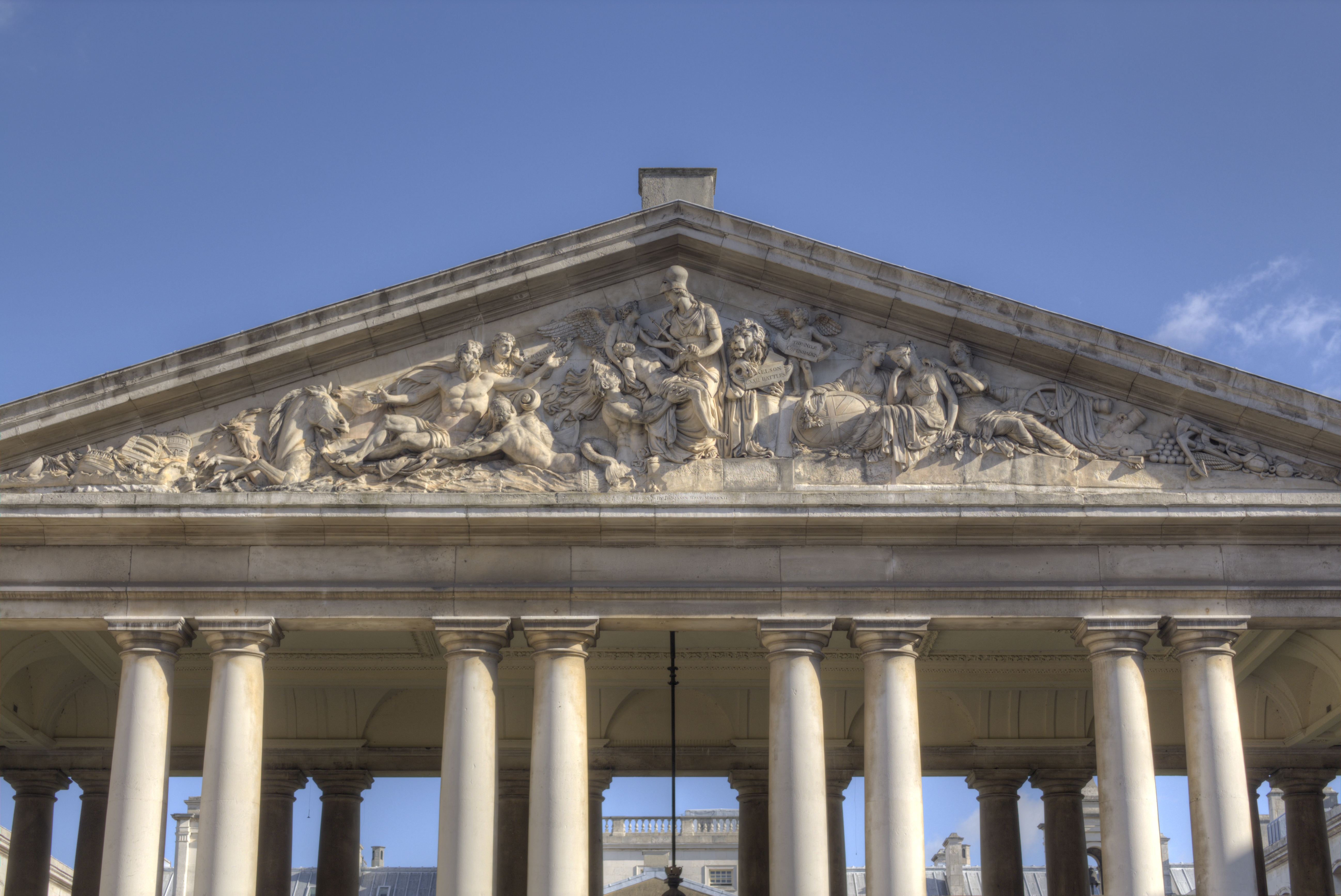
尼尔森上将三角楣饰, 格林威治皇家海军学院

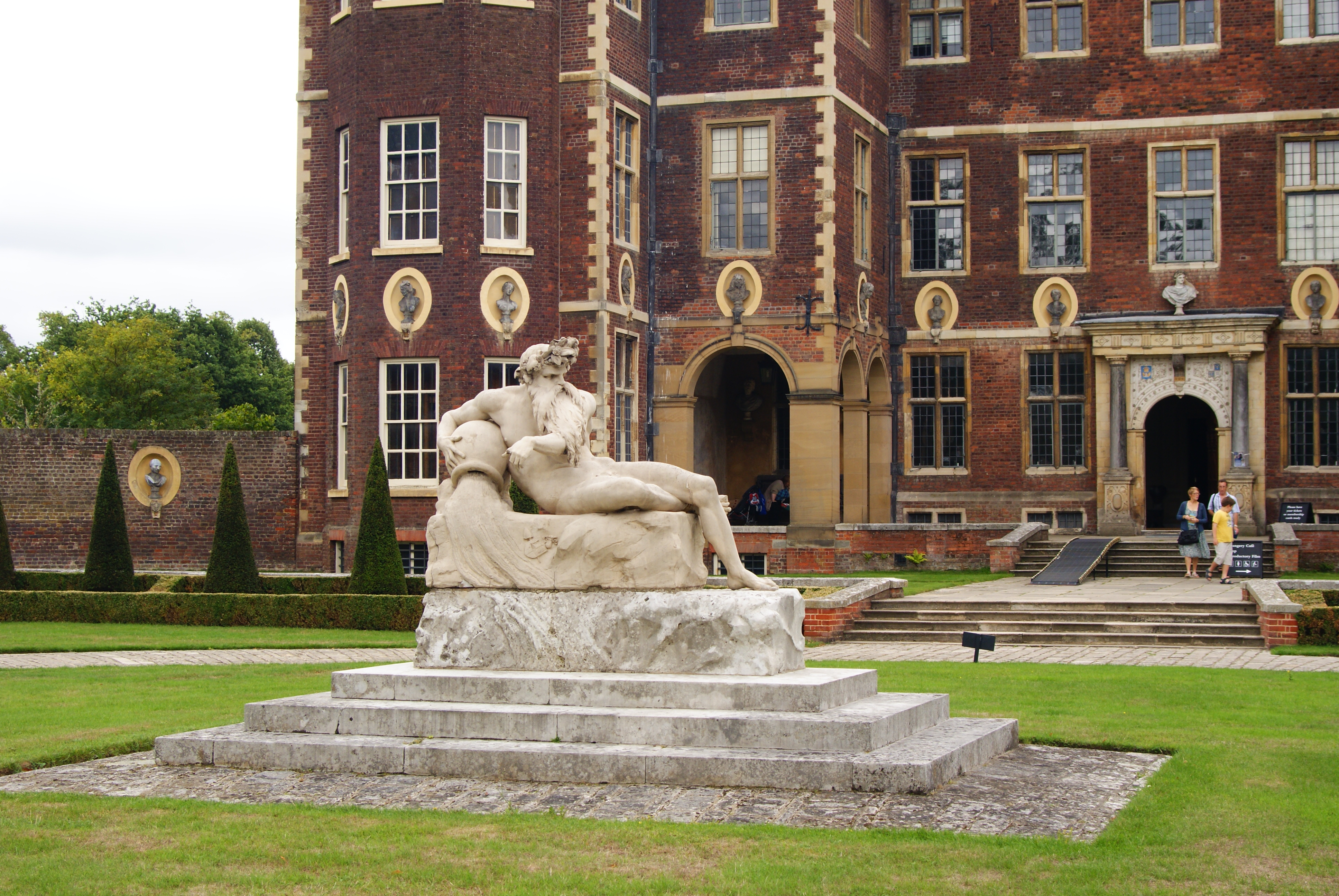
汉姆宫的泰晤士父亲雕像，由约翰·培根制作

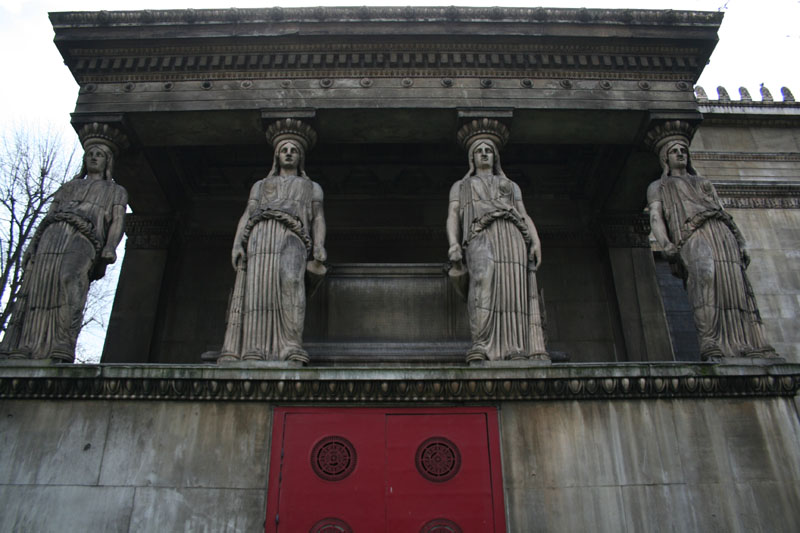
圣潘克拉斯新教堂的柱子

世界各地仍有 650 多件作品现存。  